# Antonio María Pineda Bujanda
Antonio María Pineda (Barquisimeto, Estado Lara, 27 de septiembre de 1850 – ibídem, 5 de octubre de 1941) fue un cirujano, pedagogo y escritor científico venezolano.

## Biografía
Nace el 27 de septiembre de 1850 en la ciudad de Barquisimeto, sus padres eran Antonio María Pineda Sanabria y de Adelaida Bujanda Yanes. En 1876 concluyó sus estudios de medicina en la Universidad Central de Venezuela, los cuales continuó con un doctorado en la Facultad de Medicina de París, lo cual presenta su tesis doctoral titulada “La hemorragia en la operación de la talla perineal en el hombre” A su regreso, practicó su profesión en Barquisimeto, donde se destacó como cirujano realizando la primera craneotomía hecha en el país, el día 24 de mayo de 1893.
Pineda Inventa una espátula para disensiones en 1906, utilizada en operaciones de fibroma uterino y  de  extracción de cuerpos extraños vesicales. Como médico general realizaba operaciones quirúrgicas en casi todas las partes del cuerpo humano, incluyendo ojos y garganta. Inventa el tecno-neurótomo ocular  que permite  evitar heridas durante la intervención del nervio óptico, trabajo presentado en el Congreso Internacional de Oftalmología realizado en Washington en 1922. 
Además de la práctica privada, fue el director del antiguo Hospital de la Caridad por 50 años (actualmente es el Museo de Barquisimeto). aportando conocimientos y experiencias a los futuros proporcionadores de salud de la región. El edificio del hospital de la Caridad levantado  por iniciativa del Doctor Antonio María Pineda, con recursos de la comunidad y del estado, basado en el proyecto del ingeniero Alemán Justo Rosemberg, fue inaugurado el 8 de mayo de 1918. Fundó también las revistas Boletín del Hospital de Caridad y el Boletín Científico, donde publicó numerosos trabajos científicos.
Designado director del Colegio Federal de la Primera Categoría y Rector del Colegio Nacional de Varones. Entre sus principales escritos científicos mencionamos: “Por la historia de la medicina en el Zulia”, “La epilepsia del Libertador”, “La determinación del sexo” y “Aclaratoria acerca de las craneotomías en Venezuela” entre otras. La Academia Nacional de Medicina lo recibe como Miembro Correspondiente en 1934; aparte de destacarse como inventor en su área científica, también inventó en 1917, un procedimiento para hacer refractarios piezas fabricadas con arcillas de la región larense. También fue director del Colegio Federal de la Primera Categoría de la misma ciudad y rector del Colegio Nacional de Varones. El Hospital Central Universitario de Barquisimeto fue bautizado con su nombre.
Fallece en el Barquisimeto de sus afanes el 5 de octubre de 1941.